# Fluconazol
Fluconazol  ist ein Arzneistoff aus der Gruppe der Antimykotika, der zu den Triazolderivaten zählt. Das fluorierte Imidazolderivat kann sowohl oral als auch intravenös verabreicht werden.

## Wirkmechanismus
Fluconazol wirkt in therapeutischen Dosen in der Regel fungistatisch, kann aber – abhängig von der Dosis – bei manchen Organismen auch eine fungizide Wirkung vorweisen. Wie andere Imidazol- und Triazolderivate hemmt Fluconazol die 14-alpha-Demethylase des Cytochrom P450-Systems der Pilzzelle. Dadurch wird die Umwandlung von Lanosterol zu Ergosterol unterbrochen, was zu Membrandefekten der Pilzzelle führt. Die menschliche Demethylase wird durch Fluconazol deutlich schwächer gehemmt.

## Wirkspektrum
Fluconazol ist wirksam gegen ein breites Spektrum von pathogenen Pilzen, u. a. gegen Candida spp. (außer Candida krusei, Candida glabrata, Candida norvegensis und Candida inconspicua), Cryptococcus neoformans, Epidermophyton spp., Microsporum spp. und Histoplasma capsulatum.
Eine therapeutische Lücke besteht für Schimmelpilze (Aspergillosen) und dimorphe Pilze.

## Unerwünschte Wirkungen
Häufigste Nebenwirkungen von Fluconazol sind Übelkeit, Erbrechen und Durchfall sowie die Erhöhung bestimmter Enzyme wie Aminotransferasen und Alkalische Phosphatase, selten kommt es zu schweren Leberschädigungen. Fluconazol ist ein starker Inhibitor von CYP2C9 und ein schwacher Inhibitor von CYP3A4. Es resultiert ein Risiko für Wechselwirkungen mit zahlreichen Wirkstoffen, die ebenfalls häufig mittels dieser Enzyme verstoffwechselt werden.

### Schwangerschaft und Stillzeit
Unter Fluconazol können möglicherweise Fehlgeburten sowie Fehlbildungen am Herzen des ungeborenen Kindes auftreten. Daher wird durch die Koordinierungsgruppe der Mitgliedsstaaten (CMDh) zur laufenden Überwachung von Arzneimitteln in der EU empfohlen, die Einnahme von Fluconazol mindestens eine Woche vor Schwangerschaftsbeginn zu beenden. Bei lang andauernder Behandlung mit Fluconazol soll eine Verhütung erwogen werden. Hintergrund dieser Empfehlung sind unter anderem die verfügbaren Daten zu unerwünschten Schwangerschaftsergebnissen aus wissenschaftlicher Literatur und Fallberichten. So wurde im Tierversuch Reproduktionstoxizität gefunden und beim Menschen gibt es Berichte über das Auftreten kongenitaler Fehlbildungen bei Kindern, deren Mütter über einen langen Zeitraum mit hohen Fluconazol-Dosen (400 bis 800 mg/Tag) behandelt wurden.
Eine Studie zur Überprüfung der Teratogenität von Fluconazol untersuchte die Häufigkeit von 15 Fehlbildungen, für die ein Zusammenhang mit Azolen wie Fluconazol angenommen wurde. Bei 14 dieser 15 Fehlbildungen wurde keine erhöhte Häufigkeit unter Fluconazol beobachtet. In Bezug auf die insgesamt seltene Fallot-Tetralogie, eine Fehlbildung des Herzens, wurde ein etwa dreimal häufigeres Auftreten beobachtet (absolutes Risiko: 0,10 % vs. 0,03 %).

## Indikationen
Fluconazol wird zur topischen und systemischen Behandlung von Pilzinfektionen eingesetzt, unter anderem bei:
- Schleimhautcandidosen
- schweren Pilzinfektionen der Haut und Schleimhaut
- systemischen Pilzinfektionen

## Handelsnamen
Monopräparate
Canifug-Fluco (D), Diflucan (D, A, CH), Difluzol (A), Flucazol (CH), Fluconax (CH), Flucosept (A), Flucozal (A), Flunazul (D), Fungata (D, A), diverse Generika (D, A, CH)